# Naicho
Naichō (яп. 内調) (内調)
скорочення Naikaku Jōhō Chōsashitsu (яп. 内閣情報調査室, Cabinet Intelligence and Research Office) (内閣情報調査室, Служби розвідки і досліджень)
, являє собою розвідувальну службу в Японії, агентство при Кабінеті Міністрів, яке підпорядковується безпосередньо прем'єр-міністру.
Агентство вважається аналогією американського Центрального розвідувального управління. проте, його часто критикують як досить неефективне, адже Наічьо витрачає велику частину своєї енергії на переклад іноземних видань, а не збір якихось важливих даних їх звинувачують в шпигунстві на японських громадян на побутовому ґрунті.

## Організація

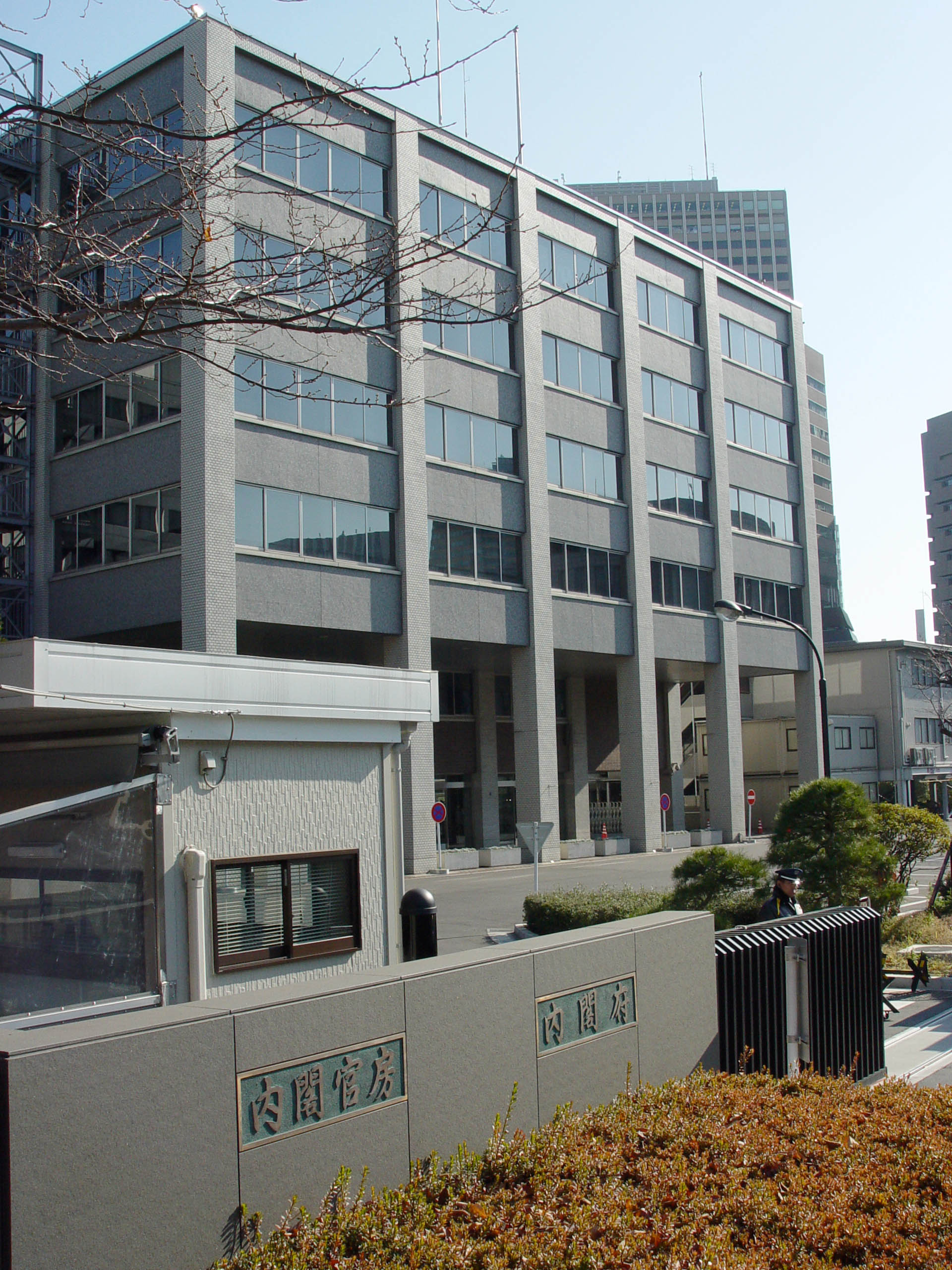
Штаб-квартира Naicho займає 6-й поверх в кабінет офісної будівлі

За даними офіційного сайту, організацією Naicho виглядає наступним чином.
- Director of Cabinet Intelligence (яп. 内閣情報官) (内閣情報官?)
- Deputy Director of Cabinet Intelligence (яп. 次長) (次長?)
- Підрозділи
  - General Affairs Division (яп. 総務部門) (総務部門?)
  - )  Внутрішній відділ (国内部門?)
  - International Division (яп. 国際部門) (国際部門?)
  - Economy Division (яп. 経済部門) (経済部門?)
  - Cabinet Information Integration Center (яп. 内閣情報集約センター) (内閣情報集約センター?)
- Cabinet Intelligence Analysts (яп. 内閣情報分析官) (内閣情報分析官?)
- Cabinet Satellite Intelligence Center (яп. 内閣衛星情報センター) (内閣衛星情報センター?)
- Counterintelligence Center (яп. カウンターインテリジェンスセンター) (カウンターインテリジェンスセンター?)

## Відомі керівники Naicho
- Йошіо Оморі[5]
- Казухіро Суґіта (Січня. 2001–квітня. 2001)[6]
- Toshinori Канемото (Квітня. 2001–квітня. 2006)[7]
- Хідеші Мітані (Квітня. 2006–кві. 2010)[8]
- Шінічі Уэмацу (Квітня. 2010–грудня. 2011)[9]
- Шіґеру Кітамура (Грудня. 2011– )[10]

## Шпигунський скандал
17 січня 2008 року, чиновнику Naichō було пред'явлено звинувачення в шпигунстві на користь росіян,що передавав їм секретну інформацію. Росіянам відмовлено в задоволенні позову. З тих пір, там були заклики до більшої відповідальності на Naicho.